# Abouna (film)
Pour plus de détails, voir Fiche technique et Distribution.
Abouna (littéralement « Notre père » en arabe) est un film franco-tchadien réalisé par Mahamat Saleh Haroun, sorti en 2003.

## Synopsis
Tahir (quinze ans) et Amine (huit ans) se réveillent un matin en apprenant que leur père a mystérieusement quitté la maison. Ils sont d'autant plus déçus que ce jour-ci le père devait arbitrer un match de football opposant les gosses du quartier. Ils décident alors de partir à sa recherche à travers une longue errance dans la ville, inspectant les différents lieux qu'il avait l'habitude de fréquenter. En vain. Découragés, ils abandonnent, font l'école buissonnière, déambulent au hasard des rues et se réfugient dans les salles de cinéma. Un jour, dans la pénombre, ils leur semblent reconnaître leur père sur l'écran. Les deux frères s'arrangent pour voler les bobines du film en espérant de pouvoir garder un souvenir de leur père, mais la police ne tarde pas à les arrêter. Lasse de leur conduite, leur mère les envoie dans une école coranique.

## Fiche technique
- Réalisation et scénario : Mahamat-Saleh Haroun
- Musique : Diego Mustapha Ngarade
- Photographie : Abraham Haile Biru
- Montage : Sarah Taouss Matton
- Décors : Laurent Cavero
- Pays de production :  Tchad /  France
- Sociétés de production : Chinguitty Films et Goï-Goï Productions
- Société de distribution : MK2
- Durée : 81 minutes
- Dates de sortie :
  - France : 19 mars 2003

## Distribution
- Ahidjo Mahamat Moussa : Tahir
- Hamza Moctar Aguid : Amine
- Zara Haroun : la mère
- Mounira Khalil : la muette
- Koulsy Lamko : le père
- Garba Issa : le marabout

## Distinctions
- Festival international du film de Hong Kong 2002 : Firebird Award - Special Mention
- Festival international du film du Kerala 2002 : FIPRESCI Prize and Golden Crow Pheasant
- Festival panafricain du cinéma et de la télévision de Ouagadougou 2003 : Baobab Seed Award, Best Cinematography, INALCO Award and UNICEF Award for Childhood